# Кнюльвальд
Кнюльвальд (нем. Knüllwald) — община в Германии, в земле Гессен. Подчиняется административному округу Кассель. Входит в состав района Швальм-Эдер.  Население составляет 4612 человек (на 31 декабря 2010 года). Занимает площадь 100,68 км².